# 塔巴伊夫卡 (庫皮揚斯克區)
49°36′1″N 37°52′39″E / 49.60028°N 37.87750°E
塔巴伊夫卡（烏克蘭語：Табаївка）是位於烏克蘭東部的村莊，由哈爾科夫州庫皮揚斯克區的彼得罗巴甫利夫卡市镇負責管轄。該村始建於1758年，面積0.53平方公里，海拔高度118米，2001年人口34，人口密度每平方公里64.2人。